# Big C
Big C(태국어: บิ๊กซี ซูเปอร์เซ็นเตอร์)는 태국 방콕에 본사를 둔 슈퍼마켓 체인이다. 베트남, 라오스에도 상점이 있다.

## 역사
- 1993년 센트럴 그룹의 자회사 Central Superstore Co., Ltd.의 이름으로 창업 시작.
- 1994년 1월 15일 방콕 Chaengwattana 거리에 1호점 오픈
- 1995년 태국 증권거래소에 상장. SET 코드 명은 BiGC.
- 1998년 카지노 그룹이 Casino Supermarché의 이름으로, 베트남에 출점.
- 2004년 베트남의 Casino Supermarché가 Big C로 개명.